# Pete Best
Randolph Peter „Pete” Best (ur. 24 listopada 1941 w Madrasie (Ćennaj) jako Randolph Peter Scanland) – brytyjski muzyk, piosenkarz i autor tekstów, pierwszy perkusista The Beatles. 

## Życiorys
W 1959 występował w zespole The Blackjacks. W sierpniu 1960 dołączył do zespołu The Silver Beatles tuż przed wyjazdem grupy na występy do Hamburga. 17 sierpnia 1962 zakończył współpracę z zespołem. Przyjmuje się, że producent George Martin nie był zadowolony z jego gry, sami Beatlesi też chętniej widzieli na jego miejscu przyjaciela zespołu, Ringo Starra, który wkrótce zajął jego miejsce w formacji.
Po odejściu z zespołu znalazł zatrudnienie w klubie The All Stars. Następnie bez powodzenia podejmował wiele przedsięwzięć muzycznych w Wielkiej Brytanii, a później w USA, dokąd się przeprowadził. Pracował także w urzędzie zatrudnień. W 1965 podobno próbował popełnić samobójstwo.
Jedna z jego płyt nosiła tytuł Best of the Beatles (ang. [Pete] Best z The Beatles, ale także Najlepszy z Beatlesów lub Najlepsze utwory Beatlesów), co przez grę słów wprowadzało w błąd kupujących, którzy spodziewali się składanki najlepszych utworów Beatlesów. W 1995 ukazała się płyta Anthology 1, zawierająca wczesne nagrania demo The Beatles, a wśród nich 10 utworów, w których nagraniu uczestniczył Best. Według pojawiających się w mediach informacji Best otrzymał z tego tytułu tantiemy w wysokości co najmniej 9 mln dol..
Założył zespół The Pete Best Band, którego został perkusistą wraz ze swoim młodszym bratem Roagiem. Zespół w repertuarze ma m.in. wczesne przeboje The Beatles, m.in. „My Bonnie”, „Twist and Shout”, „Money (That’s What I Want)” i „One After 909”. W 2008 wydali album pt. Hayman’s Green.